# Camillea coroniformis
Camillea coroniformis är en svampart som beskrevs av J.D. Rogers, F. San Martín & Y.M. Ju 2002. Camillea coroniformis ingår i släktet Camillea och familjen kolkärnsvampar.   Inga underarter finns listade i Catalogue of Life.